# Beaumont-le-Hareng
Beaumont-le-Hareng é uma comuna francesa na região administrativa da Normandia, no departamento de Sena Marítimo. Estende-se por uma área de 5,82 km². Em 2010 a comuna tinha 266 habitantes (densidade: 45,7 hab./km²).